# Jack O'Clubs
Jack O'Clubs er en amerikansk stumfilm fra 1924 af Robert F. Hill.

## Medvirkende
- Herbert Rawlinson som John Francis Foley
- Ruth Dwyer som Tillie Miller
- Eddie Gribbon som Spike Kennedy
- Esther Ralston som Queenie Hatch
- Joseph W. Girard som Dennis Malloy
- Florence Lee som Mrs. Miller
- Johnny Fox as Toto
- Noel Stewart as Otto